# Ilha Zuqar
Zuqar é uma ilha pertencente ao Iémen, no Mar Vermelho. Situa-se entre as costas continentais do Iémen e a Eritreia, perto do estreito de Bab-el-Mandeb, que liga o Mar Vermelho e o Golfo de Áden. Apesar da sua proximidade com o continente africano, a ilha Zuqar é considerada parte da Ásia, pois situa-se sobre a plataforma continental asiática.
A propriedade da ilha Zuqar foi muito disputada entre o Iémen e a Eritreia, juntamente com as Ilhas Hanish. Em 1995, esta situação levou à chamada Crise das Ilhas Hanish. O Tribunal Permanente de Arbitragem de Haia resolveu a disputa em 1996, e concedeu as maiores ilhas, incluindo Zuqar, ao Iémen.